# Bivi nel tempo
Bivi nel tempo (Sidewise in Time) è un romanzo breve di fantascienza dello scrittore statunitense Murray Leinster, pubblicato nel 1934.

## Storia editoriale
L'opera è considerata una delle prime ucronie: in essa viene trattato, per la prima volta, il tema degli universi paralleli. Il romanzo breve è stata pubblicato per la prima volta sulla rivista Astounding Stories nel giugno del 1934, poi ripubblicato in volume nel 1950 nella raccolta Sidewise in Time, and Other Scientific Adventures.
Il romanzo ha dato il nome al premio Sidewise Award, istituito nel 1995 per premiare annualmente la migliore storia alternativa.

## Edizioni
- (EN) Murray Leinster, Sidewise in Time, in Astounding Stories, Vol. 13 n. 4, Street & Smith Publications, Inc., giugno 1934,  p. 164.
- (EN) Murray Leinster, Sidewise in Time, in Sidewise in Time, and Other Scientific Adventures, 1ª ed., Shasta, 1950,  p. 211.
- Murray Leinster, Bivi nel tempo, in Bivi nel tempo, traduzione di S. S., n. 52, Urania, Mondadori, agosto 1954,  p. 128.
- (DE) Murray Leinster, Quer durch die Zeit, in Utopia Zukunftsroman, traduzione di Horst Mayer, n. 500, Pabel, 1966,  p. 61.
- Murray Leinster, Bivi nel tempo, in Alba del domani. La fantascienza prima degli "Anni d'oro", traduzione di Riccardo Valla, n. 1, Grandi opere Nord, Editrice Nord, 1976,  p. 850.
- Murray Leinster, Bivi nel tempo, in Lo strano caso di John Kingman, traduzione di Riccardo Valla, n. 162, Classici Urania, Mondadori, 1990,  p. 380.
- Murray Leinster, Bivi nel tempo, in Isaac Asimov, Charles G. Waugh , Martin H. Greenberg (a cura di), Il grande libro della fantascienza classica. Romanzi brevi degli anni '30, traduzione di Riccardo Valla, n. 1.16, EdgarMammut, Interno Giallo, 1991,  p. 566, ISBN 8835600995.
- (RU) Murray Leinster, Когда время сошло с ума, in Шедевры фантастики, Эксмо, 2006,  p. 1024, ISBN 978-5-699-15625-2.
- (PL) Murray Leinster, Czas równoległy, in Samotna planeta, Galaktyka Gutenberga, Solaris, 2014,  p. 320, ISBN 978-83-7590-168-9.